# Fiji School of Medicine

La Fiji School of Medicine (FSM) est un établissement d'enseignement supérieur situé à Suva, sur l'île de Viti Levu aux Fidji. 
Elle est la première école de médecine dans la Pacifique Sud. Elle a formé dès 1885 des vaccinateurs.
L'école forme aujourd'hui à la médecine, l'odontologie, la pharmacie, la kinésithérapie, la technique en imagerie médicale et en analyses biologiques, la santé publique, la diététique, la santé environnementale.

## Diplômes délivrés
- Bachelors of Medicine and Surgery
- Bachelors en pharmacie
- Bachelors en dentisterie

## Anciens étudiants
- Nese Ituaso-Conway